# Fundusz Ochrony Rolnictwa
Jeżeli edytujesz kod źródłowy, to aby uzyskać taki efekt: teoria, elektronem, Witolda Gombrowicza – twórz linki według składni: [[teoria]], [[elektron]]em, [[Witold Gombrowicz|Witolda Gombrowicza]].

Fundusz Ochrony Rolnictwa – środki wsparcia finansowego utworzone w celu zabezpieczenia producentów rolnych przed stratami, z tytułu braku zapłaty za sprzedane produkty rolne. Fundusz reguluje podstawy prawne pozyskania środków finansowych, gwarantujących producentom rolnym rekompensatę z tytułu utraty przychodów z prowadzonej przez nich działalności rolniczej w przypadku upadłości nabywców produktów rolnych.

## Ustanowienie Funduszu
Na podstawie ustawy z 2023 r. o Funduszu Ochrony Rolnictwa ustanowiono Fundusz, który reguluje jego zasady finansowania i funkcjonowania.

## Dochody Funduszu
Dochody Funduszu stanowią:
- wpłaty na Fundusz dokonywane przez podmioty skupujące,
- odsetki od środków lokowanych w formie depozytu u ministra właściwego do spraw finansów publicznych,
- środki finansowe odzyskane przez KOWR w wyniku prowadzonych postępowań upadłościowych od podmiotów skupujących, które stały się niewypłacalne, na rzecz Funduszu z tytułu roszczeń po wypłacie producentom rolnym rekompensat.

## Plan finansowy Funduszu
Gospodarka finansowa Funduszu prowadzona jest na podstawie planu finansowego Funduszu.
Plan finansowy Funduszu zawiera informacje o:
- stanie środków na początek i na koniec roku kalendarzowego obejmującym środki finansowe, należności i zobowiązania;
- planowanych dochodach;
- planowanych kwotach środków na wypłatę rekompensat,
- planowanej kwocie środków na sfinansowanie kosztów związanych z realizacją przez Krajowy Ośrodek Wsparcia Rolnictwa zadań.

Wydatki Funduszu nie mogą przekroczyć wysokości środków finansowych Funduszu. Plan finansowy Funduszu ustalany jest na każdy rok obrotowy.

## Wpłaty na Fundusz
Do wpłat na Fundusz zobowiązane są podmioty prowadzące skup, przechowywanie, obróbkę lub przetwórstwo produktów rolnych, będące podatnikami podatku od towarów i usług. Wpłaty naliczane są w wysokości 0,125% wartości produktów rolnych bez podatku od towarów i usług, w rozumieniu ustawy z 2023 r. o krajowym systemie ewidencji producentów, ewidencji gospodarstw rolnych oraz ewidencji wniosków o przyznanie płatności. Wpłaty dokonują osoby fizyczne, osoby prawne lub jednostki organizacyjne nieposiadające osobowości prawnej, będące rolnikiem w rozumieniu rozporządzenia Parlamentu Europejskiego i Rady (UE) z 2021 r.

## Wartość produktów
Wartość produktów rolnych bez podatku VAT nabytych od producenta rolnego jest ustalana na podstawie faktur VAT i faktur VAT RR (rolnik ryczałtowy) uwzględnianych w deklaracjach podatkowych o których mowa ustawy o podatku od towarów i usług z 2022 r.
Podmioty skupujące bez wezwania naliczają i dokonują wpłat na Fundusz za okresy kwartalne.

## Beneficjenci Funduszu
Rekompensaty ze środków finansowych Funduszu są przyznawane i wypłacane rekompensaty producentowi rolnemu, który nie otrzymał zapłaty za produkty rolne zbyte podmiotowi skupującemu i stał się niewypłacalny.
Wysokość rekompensaty ustala się jako iloczyn procentowej składki ustalonej zgodnie z przepisami wydanymi na podstawie kwoty wierzytelności netto za zbyte produkty rolne, za które producent rolny nie otrzymał zapłaty.

## Podmioty niewypłacalne
Podmiot skupujący, który stał się niewypłacalny, syndyk albo inna osoba sprawująca zarząd nad majątkiem tego podmiotu, zobowiązani są do przekazania do Krajowego Ośrodka Wsparcia Rolnictwa wykazu producentów rolnych, którzy nie otrzymali zapłaty za zbyte temu podmiotowi produkty rolne.

## Zadania Krajowego Ośrodka Wsparcia Rolnictwa
Krajowy Ośrodek:
- zapewnia obsługę merytoryczną, organizacyjno-prawną, techniczną i kancelaryjno-biurową Funduszu;
- ustala plan finansowy Funduszu oraz opracowuje sprawozdanie z wykonania planu finansowego Funduszu;
- przedstawia ministrowi właściwemu do spraw rynków rolnych zestawienie wniosków,
- prowadzi postępowania w sprawie dochodzenia wierzytelności
- prowadzi postępowania w sprawie dochodzenia kar pieniężnych.

Środki finansowe Funduszu gromadzone są na wyodrębnionym rachunku bankowym, którym dysponuje Krajowy Ośrodek Wsparcia Rolnictwa. Środki finansowe Funduszu nie są środkami publicznymi w rozumieniu ustawy z 2009 r. o finansach publicznych.